# Zerocalcare

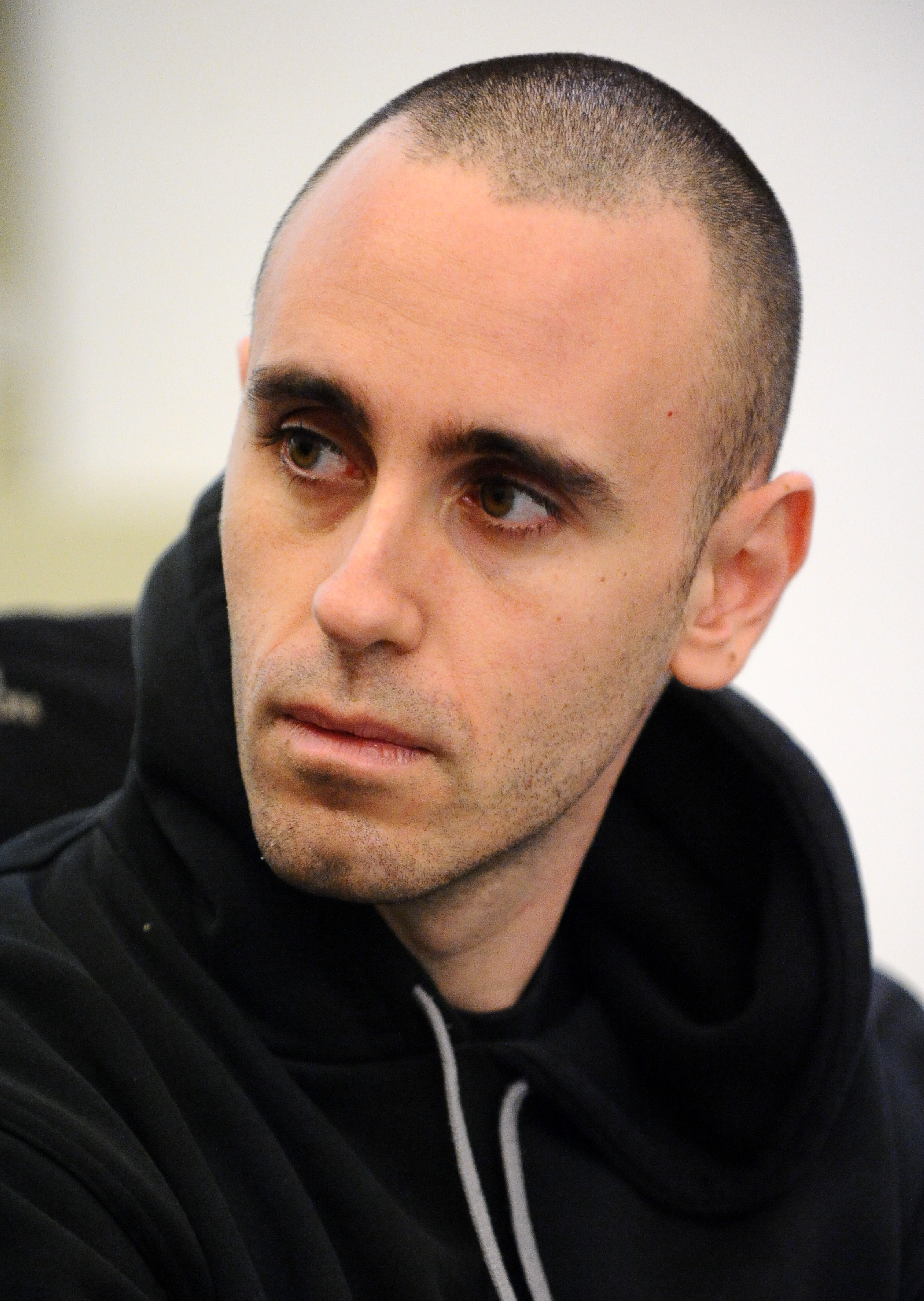
Zerocalcare (2012)

Zerocalcare (Künstlername von Michele Rech; * 12. Dezember 1983 in Cortona, Italien) ist ein italienischer Comiczeichner, Comicautor und Blogger.
Zerocalcare ist 2018 einer der bekanntesten und bestverkauften zeitgenössische Comiczeichner Italiens und wurde seit 2011 breiten Kreisen durch seine autobiografischen Alltagsgeschichten bekannt.

## Leben
1983 in Cortona geboren, lebte Zerocalcare zunächst in Frankreich, dem Herkunftsland seiner Mutter. Auf dem Pass französischer Staatsbürger, zog er als Kind nach Rom. Er lebt seither am nordöstlichen Rand von Rom im Stadtteil Rebibbia, dessen großes Gefängnis sowie Mammutfunde aus den 80er Jahren Zerocalcare in mehreren Werken literarisch und zeichnerisch aufgenommen hat.
Zerocalcare besuchte in Rom die französische Schule Lycée Chateaubriand di Roma und machte dort die Matura. Ein Sprachstudium brach er nach vier Monaten ab, eine 1 1/2 Jahre besuchte Comicschule sieht er kritisch. Zerocalcare erzielte sein Einkommen mit befristeten Hilfsjobs, insbesondere dem Erteilen von Nachhilfe und französisch-italienischen Übersetzungsarbeiten im Bereich Jagd und Fischerei. Seit Februar 2015 lebt er ausschließlich vom Zeichnen.
Mit Comics aller Art befasst sich Zerocalcare seit seiner Kindheit intensiv.

## Literarisches Werk
Witzig, ironisch oder sarkastisch erzählt Zerocalcare in Blog und Büchern sein eigenes Leben zwischen Medienkonsum und Widerstand gegen die Globalisierung, unsicheren Arbeits-, Lebens- und Zukunftsverhältnissen und Solidarität und kreativem Erfolg.
Während er von den Medien immer wieder als typischer Vertreter der 80er und 90er Jahre bezeichnet wird, distanziert er sich davon und erklärt sich den Erfolg seiner Geschichten so:
„Ich erzähle meine Schwächen: Es macht mir Spaß, sie zu zeichnen, und ich denke, den Leuten macht es Spaß, sie zu lesen. Vielleicht sind diese Schwächen ein bisschen die Schwächen von allen, die Leute erkennen sich darin wieder.“ Er sei der erste, der in Italien autobiografisch seinen unglamurösen Alltag in Comicform erzähle, mit dieser Menschlichkeit und dem darin ausgedrückten Gefühl der Unsicherheit würden sich Leserinnen und Leser seiner Generation identifizieren.
Auf Deutsch sind von Zerocalcare Kobane Calling, eine politische Comic-Reportage über die zu diesem Zeitpunkt vom IS bedrohten kurdischen Gebiete an der türkisch-syrischen Grenze, sowie Vergiss meinen Namen über das Erwachsenwerden erhältlich. Teile seines Werkes wurden auch ins Französische, Spanische und Englische übersetzt.
Zerocalcares bisherige Comics aus der Zeit 2003 bis 2018 lassen sich in drei Bereiche einteilen:
- Alltagsgeschichten, die er in Blog und Büchern publiziert
- ein dreiteiliger Zyklus über sein bisheriges Leben und das seiner Familie, mit autobiografischen und fiktiven Teilen[10]
- politische Werke

### Blog und Alltagsgeschichten
Zwischen 2011 und 2014 veröffentlichte Zerocalcare regelmäßig, ab 2015 gelegentlich autobiografische Comic-Kurzgeschichten auf seinem Blog. Leicht erweitert erschienen diese gezeichneten Kurzgeschichten später auch in Buchform:
- Ogni maledetto lunedì su due, BAO publishing, 2013, ISBN 978-8865431559
- L'elenco telefonico degli accolli, BAO publishing, 2015, ISBN 978-8865435014

Zerocalcare bringt in seinen Comics zwar die italienische, häufig bittere Realität der jungen, auch gut ausgebildeten Generation ohne sichere Arbeit zu Papier. Aufgrund seiner zutiefst menschlichen Erzählweise lassen sich die Comics aber auch ohne Kenntnis der italienischen Zusammenhänge lachend und mit großem Genuss lesen.
Aus banalsten, bestens bekannten Alltagssituationen entwickelt er großartige, fantastische Geschichten: beispielsweise aus dem Problem, aus dem warmen Bett durch den kalten Korridor in die Dusche zu kommen, oder wie er durch eine belanglose Erzählung am Nachbartisch so abgelenkt wird, dass er die wichtigste Mitteilung seines besten Freundes verpasst. Zerocalcare tritt in den Comics als Erzähler auf, sich zur Seite stellt er personifiziert sein Gewissen, gezeichnet als Gürteltier, auf Italienisch Armadillo genannt. Auf diese Art stellt er den inneren Dialog mit sich selbst witzig und abwechslungsreich bildnerisch und textlich dar. Auch andere Gemüts- und Gefühlszustände treten als gezeichnete Figuren auf. Die anderen Personen, häufig Freunde und Familie, zeichnet er anonymisiert und mit viel Humor als bekannte Personen aus Filmen oder Comics.
- Unter dem Titel Macerie Prime (BAO publishing, 2017, ISBN 978-8865439760) erscheint im Herbst 2017 die dritte Folge der autobiografischen Comic-Kurzgeschichten in Buchform. Die erzählerische Pause von 6 Monaten in der Mitte der Geschichte setzt Zerocalcare für die Leserinnen und Leser als Realität um[14], indem er den zweiten Teil erst sechs Monate später publiziert unter dem Titel Macerie prime. Sei mesi dopo (BAO publishing, 2018, ISBN 978-8832730760).

Ab 2019 verfasst Zerocalcare erste Alltagsgeschichten in Form von animierten Kurzfilmen, in denen die schon bekannten, aber auch neue Figuren in rasantem Römer Dialekt sprechen. Während der COVID-19-Pandemie 2020 sendet der italienische Privatsender La7 die Fortsetzungen in der populären Sendung Propaganda Live.

### Familien-Zyklus
Der Durchbruch in weiteren Kreisen erfolgte 2011 mit seinem ersten gedruckten Buch, La profezia dell'armadillo, in Eigenproduktion erschienen vom Comiczeichner Makkox. Die weiteren Bücher verlegte der italienische Verlag Bao Publishing.
Die drei Bücher La profezia dell'armadillo, Un polpo alla gola und Dimentica il mio nome können heute als autobiografischer Zyklus gelten, in dem Zerocalcare sein Leben und das seiner Familie mit einer Mischung aus autobiografischen Erlebnissen und Fiktion darstellt.
- In La profezia dell'armadillo (Edizioni Graficart, 2011, neu aufgelegt von BAO publishing, 2012, ISBN 978-8865431030) erinnert sich Zerocalcare an seine erste Liebe, an die gemeinsame Schul- und Freizeit, an Zukunftsträume, die Entfremdung bei späteren sporadischen Treffen und den Schock durch ihren frühen Tod durch Bulimie. Mit viel Lachen, das einem immer wieder im Hals stecken bleibt, führt Zerocalcare in Rückblicken glaubwürdig und offen durch die witzig-traurige Geschichte.

- Un polpo alla gola (BAO publishing, 2012, ISBN 978-8865431139, dt. Die Krake im Nacken, avant-verlag, Berlin 2024, ISBN 978-3-96445-125-5)

- Dimentica il mio nome (BAO publishing, 2014, ISBN 978-8865432549, dt. Vergiss meinen Namen, avant-verlag, Berlin 2022, ISBN 978-3-96445-074-6) ist eine Geschichte über Angstzustände, die sich ins Lachen rettet. Anlässe für Zerocalcares Ängste gibt es viele, auch wenn er den Starken mimt. Der Tod seiner alten Großmutter bringt Zerocalcare dazu, sich mit seinen mutigen Vorfahren zu befassen. Diese hatten zwischen Russland, England, Frankreich und Italien ein abenteuerliches Leben. Dimentica il mio nome erzählt auf 236 Seiten von einem, der wissen will, woher er kommt, der die Geschichte seiner Vorfahren spannend erzählen kann und der erkennt, dass er anders ist: Der kleine trotzige Junge, der rebellischen Punk braucht Sicherheit und Ordnung. Die geliebte Großmutter hatte ihm einst versprochen: „Ich werde nicht sterben, bis du erwachsen geworden bist.“ Ihr Tod ruft in dem mittlerweile 30-Jährigen auch ein emotionales Durcheinander hervor: "Aber wann macht man den Übergang vom Jungen zum Mann? Ist es möglich, dass ich nicht gemerkt habe, dass ich das Level beendet habe? Auf jeden Fall habe ich das Speichern vergessen."

### Politische Werke
Zerocalcare sieht seine politischen Werke immer als Ergebnis eines Kollektivs. Nach gemeinsamen Ueberlegungen und Entscheidungen in der Gruppe bringe er dann als letztes Glied in der Kette das Ergebnis aufs Papier.
„Politische Werke müssen meiner Meinung nach gemeinsam angegangen und erzählt werden, sie müssen das Ergebnis eines Kollektives sein. Ich denke nicht, dass ein einzelner eines Morgens erwachen und sich zum Sprecher des Volkes machen kann. Wenn dahinter eine Gemeinschaft, eine Versammlung ist, die entscheidet (…) bin ich gerne das letzte Glied in der Kette. So verstanden ist die Erzählung von Kobane „meine“. So fühle ich mich dazu legitimiert, davon zu sprechen. (…) Ich bin mit einer Gruppe von Personen vor Ort gegangen, mit dieser Gruppe habe ich mich auseinandergesetzt, wir haben es gemeinsam durchdacht und geschrieben. So ist es zwar einerseits meine persönliche Erfahrung, andererseits eine gemeinsame Reflexion.“
- La nostra storia alla sbarra (2004), über die Ereignisse des G8-Gipfels in Genua 2001,[20] später bekannt unter dem Titel La memoria è un ingranaggio collettivo.
- Il problema è che abbozzamo sempre (2008) als Beitrag für die Sammlung ZeroTolleranza von 40 Comicautoren der unabhängigen Szene, in dem er sich gegen die parteiübergreifende Übernahme von eigentlich rechtsextremen oder zumindest rechtem Gedankengut in der Politik wehrt.[21]
- A.F.A.B. (2011) anlässlich des 10. Jahrestages des G8-Gipfels in Genua, in dem er zwei Folgen des Machtmissbrauchs des Staates schildert: das Verstummen aufgrund des erlittenen, vernichtend absurden Missbrauchs von Gewalt sowie die Erkenntnis, sich an niemanden wenden zu können, da die Misshandlungen durch Ordnungskräfte von jenen Personen begangen wurden, die eigentlich schützen sollten.[22]
- La Città del Decoro (10. Mai 2015), 6-seitige Publikation in der Zeitung La Repubblica, über die Frage, was eigentlich Anstand sei.[23]
- Kobane Calling, BAO publishing, 2016, ISBN 978-8865436189, teilweise in der italienischen Wochenzeitschrift „Internazionale“ 2015 schon publizierte Reportage[24][25], auf Deutsch unter dem Titel Kobane Calling, Übersetzung aus dem Italienischen von Carola Köhler, avant-verlag, Berlin 2017, ISBN 978-3-945034-63-7. Kobane Calling ist eine Comic-Reportage über die drei Reisen einer römischen, linksautonomen Soligruppe in die kurdische Region an der türkisch-syrischen Grenze, insbesondere in das kurdische Autonomiegebiet in Rojava. Zerocalcare bettet die Erzählungen über den Alltag der kurdischen Bevölkerung unter Kriegsbedingungen in eine subjektive Rahmenhandlung, in der neben seiner eigenen Person auch andere Protagonisten seiner früheren Comics erscheinen. Mit diesem Rückgriff auf Bekanntes sowie der bewährten humorvollen, manchmal auch zynischen Erzählart führt er seine Leserschaft zu den Informationen über die kurdischen Gebiete und insbesondere der Situation der kurdischen Frauen. Dabei nimmt er konsequent einen subjektiven, linksautonomen Standpunkt ein. Die italienische Version erschien im April 2016, es folgten Übersetzungen ins Französische (September 2016), Spanische (März 2017), Deutsche (Mai 2017) und Englische (Oktober 2017). Für ihre Übersetzung von Kobane Calling wird Carola Köhler im Rahmen des Deutsch-Italienischen Übersetzerpreises 2020 mit dem Nachwuchsförderpreis ausgezeichnet.[26]
- Unten im Loch. Eine Geschichte über Nazis, Knast und Verantwortung. Rom / Gennaio 2024 (antifa-frankfurt.org [PDF]). Comic über Aktivistin, zwischenzeitlich in Ungarn inhaftierte und schließlich in Europäische Parlament eingezogene Ilaria Salis

## Politisches Engagement
Als Teenager begann Zerocalcare, autonome Zentren (auf Italienisch Centri sociali) zu besuchen und bezeichnet sie noch als 30-Jähriger als seine Familie. 16- bzw. 17-jährig zeichnete er erste Plakate für Hardcore-Punk-Konzerte in den autonomen Zentren. Als „straight edge“-Punk trinke er keinen Alkohol, rauche nicht und nehme keine Drogen. Seine Kunst bezeichnete Zerocalcare 2008 als Punk-„do-it-yourself“- Kunst: Da er nicht habe Musik machen können, mache er Zeichnungen für Konzert-Plakate, CD-Hüllen und Zeitschriften (sog. Fanzine). Er publizierte Zeichnungen in autonomen oder sich dem Underground widmenden Zeitschriften, auf Kulturseiten und im Web.
Die Ereignisse des G8-Gipfels in Genua im Juli 2001 mit den schweren Auseinandersetzungen zwischen Globalisierungskritikern und den italienischen Ordnungskräften waren für den damals 17-Jährigen prägend.
In Genua wurden unter der Verantwortung des damaligen Regierungschefs Silvio Berlusconi Hunderte von Menschen verletzt, viele Demonstranten von der Polizei misshandelt und der 23-jährige Carlo Giuliani von einem Polizisten erschossen. Während die Ordnungskräfte – auch die leitenden Beamten – aufgrund von Gesetzeslücken trotz nachgewiesener Menschenrechtsverletzungen nur milde verurteilt wurden resp. zahlreiche Verfahren bis 2010 verjähren konnten, wurden 2009 zehn Demonstranten zu teils langen Haftstrafen (wegen Sachbeschädigung und Plünderung) verurteilt. 2015 verurteilte der Europäische Gerichtshof für Menschenrechte Italien für die missbrauchte Staatsgewalt einstimmig, bezeichnete den Polizeieinsatz im Fall Diaz als Folter und rügte Italien für die Gesetzeslücke, dass Ordnungskräfte wegen Folter nicht belangt werden können. Nach jahrelangem Seilziehen verabschiedete das italienische Parlament 2017 eine Gesetzesänderung, wonach Folter ein Strafdelikt ist. Menschenrechtsgruppierungen kritisieren jedoch, dass das Gesetz die Erwartungen und insbesondere die Anforderungen der UNO nicht erfülle.
Widerstand gegen Ungerechtigkeit und Rassismus sowie missbrauchende Staatsgewalt thematisiert Zerocalcare immer wieder, zum Beispiel in seinem Comic La nostra storia alla sbarra 2003 über die Ereignisse des G8-Gipfels in Genua 2001 oder in dem er sich 2015 gegen die Vereinnahmung durch den rechten Lega-Politiker Salvini anlässlich der weitreichenden Korruptionsvorfälle „Roma Capitale“ in der Kampagne „MaiconSalvini“ engagierte.
Zerocalcare engagiert sich in der Hausbesetzer-Szene, wo er die Erfahrungen mache, dass sich Gesellschaft, Kultur, Lebensformen und Handel ändern lassen. Seine Identifikation mit der sich teilweise außergesetzlich bewegenden Szene der Autonomen Zentren und Hausbesetzer ist groß. So lehnt Zerocalcare angebotene regelmäßige Zusammenarbeit auch mit linken Tageszeitungen ab, da sich ein gleichzeitig erscheinender Leitartikel gegen seine Überzeugungen richten könnte. Auch linke Parteien dürfen seine Person und seine Zeichnungen nicht für politische Werbung nutzen. Sein großer Erfolg als Comiczeichner nimmt Zerocalcare deshalb auch als Widerspruch zwischen seinen moralischen Ansprüchen und dem Erzielen eines Einkommens wahr.
Große Aufmerksamkeit bekommt Zerocalcare ab 2015 in Italien für sein Engagement für die Kurden. Mit einer Gruppe Römer Linksautonomer besuchte der Comiczeichner die kurdische Region an der türkisch-syrischen Grenze, die drei Reisen in den Jahren 2014 und 2015 führten insbesondere in das kurdische Autonomiegebiet Rojava. Die Gruppe wollte den Fokus nicht nur auf den Krieg legen, sondern vor allem auf den kaum erzählten kurdischen Alltag. „Die tragende Rolle der Frauen, die gerechte Verteilung der Einkommen, das friedliche Zusammenleben zwischen Kultur und Religion: es schien uns, dass diese Revolution (in Rojava) unsere Sprache spricht. Es ist wichtig, sie zu unterstützen, und wir wollten hinzugehen, um etwas von ihnen zu lernen.“ Die Erfahrungen der Gruppe verarbeitet Zerocalcare im Comic Kobane Calling. Die Comicreportage steht in Italien mehrere Wochen lang weit vorne in der Bestsellerliste. Über die deutsche Übersetzung zieht Platthaus, Redaktor bei der konservativen Faz, über den linksautonomen Zerocalcare das Fazit: "Ob man seine politischen Urteile teilt, tut nichts zur Sache. Was er an Detailbeobachtungen aus einem gnadenlosen Krieg und einem jahrzehntelang anhaltenden Freiheitskampf zu bieten hat, ist von erschütternder Intensität."

## Weitere Werke
- Dodici, BAO publishing, 2013, ISBN 978-8865431801, eine Fantasy-Geschichte mit Zombies, die im Römer Stadtteil Rebibbia spielt.
- Illustrator des Buches Kansas City, Anno II, von Diego Bianchi und Simone Conte (2013)
- Mural von 40 Quadratmetern, in der Nähe der U-Bahnhof Rebibbia (Rom), Dezember 2014[41][42]
- Für die Verfilmung von La profezia dell'armadillo (2018) verfasste Zerocalcare zusammen mit Oscar Glioti, Pietro Martinelli und Valerio Mastandrea das Drehbuch, Regie führte Emanuele Scaringi.[43]
- Illustrator des Videoclips 'Ipocondria' des römischen Punksängers Giancane, in Zusammenarbeit mit dem römischen Rapper Rancore, Mai 2018[44]
- Vom 10. Oktober 2018 bis 10. März 2019 widmet das Nationale Museum der Künste des 21. Jahrhunderts in Rom Zerocalcare eine Einzelausstellung.[45] Der Ausstellungskatalog ist als Buch erhältlich unter dem Titel Scavare fossati – Nutrire coccodrilli, BAO publishing, ISBN 978-88-3273-210-8.
- La Scuola di Pizze in Faccia del Professor Calcare, BAO publishing, 2019, ISBN 978-88-3273-325-9
- Scheletri, BAO publishing, 2020, ISBN 978-88-3273-489-8,
- A babbo morto. Una storia di Natale, BAO publishing, 2020, ISBN 978-88-3273-551-2

## Filmografie

### Drehbuch
- 2018: La Profezia dell'Armadillo, Film, Fandango Production.

### Drehbuch und Regie
- 2020: Rebibbia Quarantine, Animationskurzfilmserie, 9 Episoden;

- 2021: An der perforierten Linie abreißen, Animations-Miniserie, Movimenti Production / Bao Publishing / Netflix, 6 Episoden.[46]

## Preise
Zerocalcare hat für seine Werke folgende Preise erhalten:
- 2012 Premio Gran Guinici, Kategorie Beste Kurzgeschichte für La profezia dell'Armadillo[47]
- 2012 Premio Attilio Micheluzzi, Kategorie Bestes WebComic für den Blog
- 2013 Premio Attilio Micheluzzi, Kategorie Bestes Comic für Un Polpo alla Gola
- 2014 Premio Forte dei Marmi, Kategorie politische Satire[48]
- 2014 Publikumspreis bestes Buch der Sendung Fahrenheit von Radio Rai 3 für Dimentica il mio nome[49]
- 2015 Macchianera Italian Awards, bester Zeichner[50]

2015 wurde Zerocalcare mit Dimentica il mio nome für den Literaturpreis Premio Strega nominiert.
- 2017 Premio Attilio Micheluzzi, Kategorie Bestes Comic für Kobane Calling
- 2023 Antonio-Feltrinelli-Preis